# Adolf Hühnlein

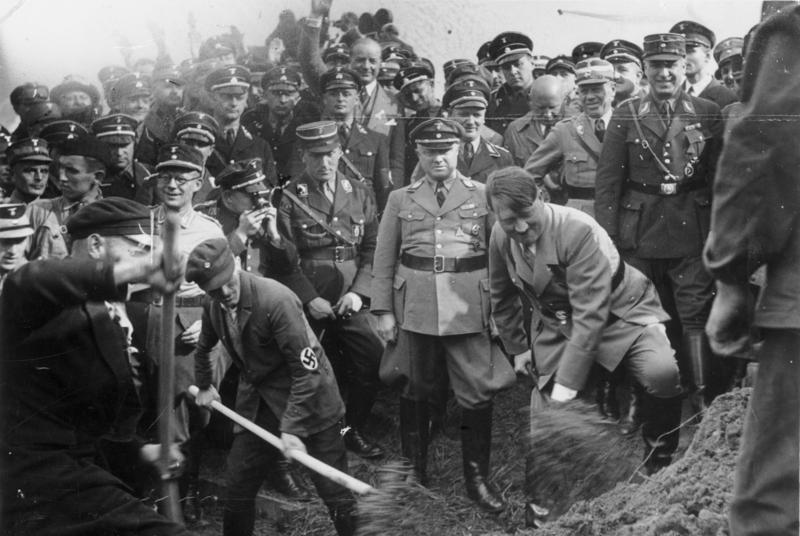
Hühnlein rechts achter Hitler in 1933

Adolf Hühnlein (Neustadt bei Coburg, 12 september 1881 - München, 18 juni 1942) was een Duits Reichsleiter en NSKK-Korpsführer tijdens de Tweede Wereldoorlog.
Tot 1924 diende hij bij het Keizerlijk leger en de latere Reichswehr. Hühnlein nam deel aan de Eerste Wereldoorlog als officier. Hij werd met de Hertog Carl Eduard-Medaille onderscheiden. Na de Eerste Wereldoorlog raakte hij betrokken bij het Freikorps van von Epp. In 1923 nam Hühnlein deel aan de Bierkellerputsch van Hitler en Ludendorff in München. Voor zijn deelname kreeg Hühnlein in 1933 de 'Blutorden', een hoge onderscheiding van de NSDAP.
Hühnlein nam sinds 1923 zitting in de SA-leiding en was (mede-)oprichter van het Nationalsozialistisches Kraftfahrkorps (NSKK) in 1931. Binnen het NSKK bekleedde hij de functie van NSKK-Korpsführer, waardoor hij alleen verantwoording aflegde aan Hitler. Vanaf 1933 bekleedde Hühnlein diverse (neven-)functies waaronder Generalmajor a.D. en lidmaatschap van de Rijksdag voor de NSDAP. Hühnlein kreeg in 1940 kanker, waar hij in juni 1942 aan stierf. Hem werd toen postuum de hoogste Duitse onderscheiding verleend, de Duitse Orde. Huehnlein werd door Erwin Kraus opgevolgd.
Adolf Hühnlein was tot 27 november 2013 ereburger van de stad Bayreuth en tot zijn dood officieel, en daarna alleen nog pro forma, van de stad Ahrweiler.

## Carrière
Hühnlein bekleedde verschillende rangen in zowel de Nationalsozialistisches Kraftfahrkorps als Sturmabteilung. De volgende tabel laat zien dat de bevorderingen niet synchroon liepen.
| Datums             | Beiers leger                               | Reichswehr | Sturmabteilung       | Heer                        | NSKK             | NSDAP        |
| ------------------ | ------------------------------------------ | ---------- | -------------------- | --------------------------- | ---------------- | ------------ |
| 1 oktober 1900     | Einjärig-Freiwilliger                      | —          | —                    | —                           | —                | —            |
| 11 januari 1901    | Fahnenjunker                               | —          | —                    | —                           | —                | —            |
| 12 januari 1901    | Unteroffizier                              | —          | —                    | —                           | —                | —            |
| 3 mei 1901         | Fähnrich                                   | —          | —                    | —                           | —                | —            |
| 9 maart 1902       | Leutnant                                   | —          | —                    | —                           | —                | —            |
| 12 augustus 1908   | Oberleutnant                               | —          | —                    | —                           | —                | —            |
| 1 oktober 1913     | Hauptmann (zonder Patent 16 december 1914) | —          | —                    | —                           | —                | —            |
| 1 juli 1921 - 1924 | —                                          | Major a.D. | —                    | —                           | —                | —            |
| 1 mei 1931         | —                                          | —          | SA-Gruppenführer     | —                           | —                | —            |
| 1 januari 1933     | —                                          | —          | SA-Obergruppenführer | —                           | —                | —            |
| 30 april 1933      | —                                          | —          | —                    | —                           | NSKK-Korpsführer | —            |
| 2 september 1934   | —                                          | —          | —                    | —                           | NSKK-Korpsführer | —            |
| 14 mei 1936        | —                                          | —          | —                    | Titel van Generalmajor a.D. | —                | —            |
| 8 september 1938   | —                                          | —          | —                    | —                           | —                | Reichsleiter |

## Lidmaatschapsnummer
- NSDAP-r.: 375 705 (lid geworden 1930[5])

## Decoraties
Selectie:
- Hertog Carl Eduard-Medaille
- Bloedorde[3][7] (nr.8) in 1934[5][8]
- Duitse Orde op 21 juni 1942[5] (postuum)[8]
- IJzeren Kruis 1914, 1e Klasse[3] (18 november 1915[5]) en 2e Klasse[3] (13 september 1914[5])
- Orde van Militaire Verdienste (Beieren), 4e Klasse met Zwaarden op 27 maart 1915[5]
- Orde van Militaire Verdienste (Beieren), 4e Klasse met Zwaarden en Kroon op 3 maart 1919[5]
- Kruis voor Oorlogsverdienste, 1e Klasse[5][8] en 2e Klasse[5][8] met Zwaarden
- Ster van het Grootkruis van de Militaire Orde van Verdienste (Bulgarije)[5]
- Gouden Ereteken van de Hitlerjeugd met Eikenloof in mei 1939[5]
- Gouden Ereteken van de NSDAP op 9 november 1936[8]

## Publicatie
- (de)  Die Verbundenheit des Nationalsozialistischen Kraftfahr-Korps mit den Werken der Motoriserung. 1937

- Bibliothèque nationale de France: cb16633473p (data)
- Gemeinsame Normdatei: 117046736
- International Standard Name Identifier: 0000 0000 4634 1792
- Library of Congress Control Number: n2002067574
- Nederlandse Thesaurus van Auteursnamen: 323574491
- Virtual International Authority File: 37683188
- WorldCat: E39PBJppwYr8PRXhcWC4k3myBP